# Willi Lausen
Willi Lausen (* 22. Oktober 1901 in Kiel; † 18. April 1972 in Beilstein) war ein deutscher Politiker (SPD).
Willi Lausen  war der Sohn eines Werftarbeiters. Nach der mittleren Reife arbeitete er von 1921 bis 1923 bei der gewerkschaftlichen Volksfürsorge. Von 1917 an war Lausen Mitglied der Arbeiterjugend und in einer Angestellten-Gewerkschaft, ab 1920 SPD-Mitglied. Er gehörte 1923 zum ersten Arbeiter-Abiturientenkurs an dem von Fritz Karsen geleiteten Kaiser-Friedrich-Realgymnasium in Berlin-Neukölln, der späteren Karl-Marx-Schule, wo er 1926 das Abitur ablegte. Nach dem Abitur arbeitete Lausen weiter für die „Volksfürsorge“ und war in der SPD nahestehenden Jugendorganisationen aktiv.
1930 zog Lausen nach Stuttgart und trat dem Reichsbanner Schwarz-Rot-Gold bei. Während des Krieges wurde er Soldat und war von 1943 bis 1945 in Russland eingesetzt. Als Kreisvorsitzender der Stuttgarter SPD gehörte er 1946 der Verfassungsgebenden Landesversammlung Württemberg-Baden an.
Lausen gehörte 1946 der Vorläufigen Volksvertretung und ab 1947 als Nachfolger von Erwin Schoettle dem Landtag von Württemberg-Baden an, bevor er sein Mandat niederlegte. Sein Nachfolger wurde Paul Hofstetter. Bei der ersten Bundestagswahl 1949 kandidierte Lausen im Wahlkreis Ludwigsburg für die SPD und wurde direkt ins Parlament gewählt, dessen Mitglied er bis 1953 blieb. Von 1952 bis 1958 war Lausen dann Landtagsabgeordneter in Baden-Württemberg, bevor er am 30. Mai auch hier sein Mandat niederlegte. Sein Nachfolger wurde Eugen Betzler.